# Parti du Yukon
Le Parti du Yukon (anglais : Yukon Party) est un parti politique de centre droit fondé en 1991 dans le territoire canadien du Yukon. Il fut autrefois connu sous le nom du Parti progressiste-conservateur du Yukon. Il forme actuellement l'opposition officielle à l'Assemblée législative du Yukon. Son chef actuel est Currie Dixon et l'actuel du plus jeune en politique.
Après sept ans au pouvoir, le Nouveau Parti démocratique du Yukon a été défait lors de l'élection yukonnaise de 1992 et le Parti du Yukon reprend le pouvoir pour la première fois dirigé par John Ostashek. Son gouvernement est devenu très impopulaire en augmentant les impôts et en coupant des services. Lors de l'élection yukonnaise de 1996 le parti du Yukon a gagné seulement trois sièges, et à l'élection yukonnaise de 2000 le parti du Yukon tombant au troisième rang pour la première fois derrière le Parti libéral du Yukon.

## Histoire récente
Dennis Fentie, un membre rural de l'Assemblée législative du Yukon, qui avait déserté le Nouveau Parti démocratique du Yukon, devient chef du parti en Juin 2002. En dépit d'être pris par surprise par le déclenchement des élections, le parti espérait gagner la majorité avec 12 sièges comparés à 5 pour le Nouveau Parti démocratique du Yukon. Les libéraux n'ont obtenu qu'un seul siège lors de l'élection yukonnaise de 2002.
Lors de l'élection yukonnaise du 10 octobre 2006, le parti du Yukon a été réélu, obtenant 10 sièges dans l'Assemblée législative du Yukon. Les libéraux du Yukon ont gagné 5 sièges et forme l'Opposition officielle et les néo-démocrates du Yukon ont gagné 3 sièges.
Lors de l'élection yukonnaise du 11 octobre 2011, le parti du Yukon devient le premier parti politique qui remporte un troisième mandat majoritaire, obtenant 11 sièges contre les nouveaux démocrates de Yukon qui ont gagné 6 sièges et le statut d'Opposition officielle quand les libéraux du Yukon ont chuté à seulement 2 sièges.

## Élections à la chefferie

### Élection à la chefferie du28 mai 2011
Le 28 mai 2011, une élection à la chefferie est organisé pour remplace le 7e premier ministre Dennis Fentie. Darrell Pasloski est choisi après un scrutin unique.
| Candidat         | Votes | Pourcentage |
| ---------------- | ----- | ----------- |
| Darrell Pasloski | 767   | 61,3 %      |
| Rob Taylor       | 436   | 34,9 %      |
| Jim Kenyon       | 48    | 3,8 %       |
| TOTAL            | 1,251 | 100,0 %     |

## Résultats électoraux
| Élection | Candidats élus | % du vote populaire |
| -------- | -------------- | ------------------- |
| 1992     | 7              | 35,9 %              |
| 1996     | 3              | 30,1 %              |
| 2000     | 1              | 24,3 %              |
| 2002     | 12             | 40,3 %              |
| 2006     | 10             | 40,6 %              |
| 2011     | 11             | 40,5 %              |
| 2016     | 6              | 33,4 %              |
| 2021     | 8              | 39,3 %              |

## Chef du parti
| Nom                      | Chef        | Premier ministre |
| ------------------------ | ----------- | ---------------- |
| Chris Young (intérim)    | 1991        | —                |
| John Ostashek            | 1991-2000   | 1992-1996        |
| Peter Jenkins (en)       | 2000-2002   | —                |
| Dennis Fentie            | 2002-2011   | 2002-2011        |
| Darrell Pasloski         | 2011 - 2016 | 2011-2016        |
| Stacey Hassard (intérim) | 2016 - 2020 | —                |
| Currie Dixon             | 2020 -      | —                |